# Euopsidius divisus
Euopsidius divisus es una especie de coleóptero de la familia Attelabidae.

## Distribución geográfica
Habita en Nueva Guinea.